# 弗赖翁
弗赖翁（德語：Freyung，發音：[ˈfʁaɪʊŋ] ⓘ）是德国巴伐利亚州弗赖翁-格拉弗瑙县的城市，也是弗赖翁-格拉弗瑙县的县治，面积48.63平方千米，2023年12月31日人口为7,263人。该市位于巴伐利亚林山，临近德国与奥地利和捷克的边境。